# Joseph Noulens

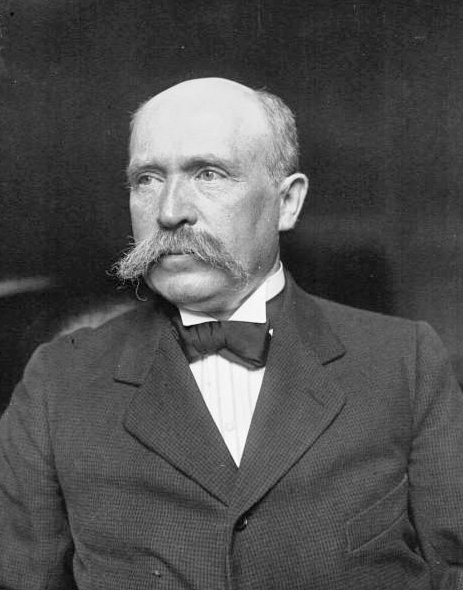
Ernährungsminister Joseph Noulens 1919

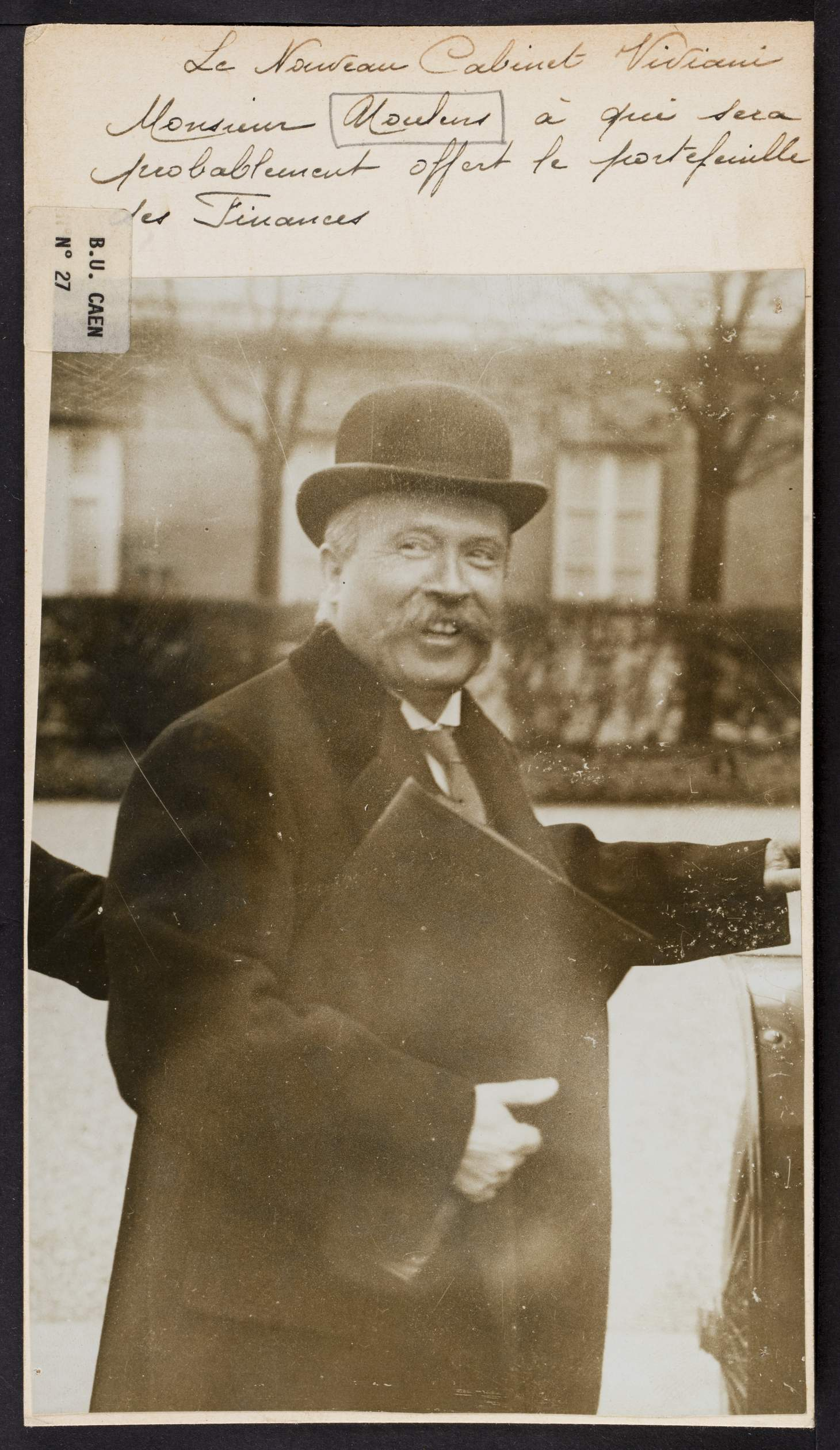
Finanzminister Joseph Noulens im Kabinett Viviani

Joseph Noulens (* 29. März 1864 in Bordeaux; † 9. September 1944 in  Sorbets, Gers) war in der Dritten Französischen Republik ein Staatsmann und Diplomat.

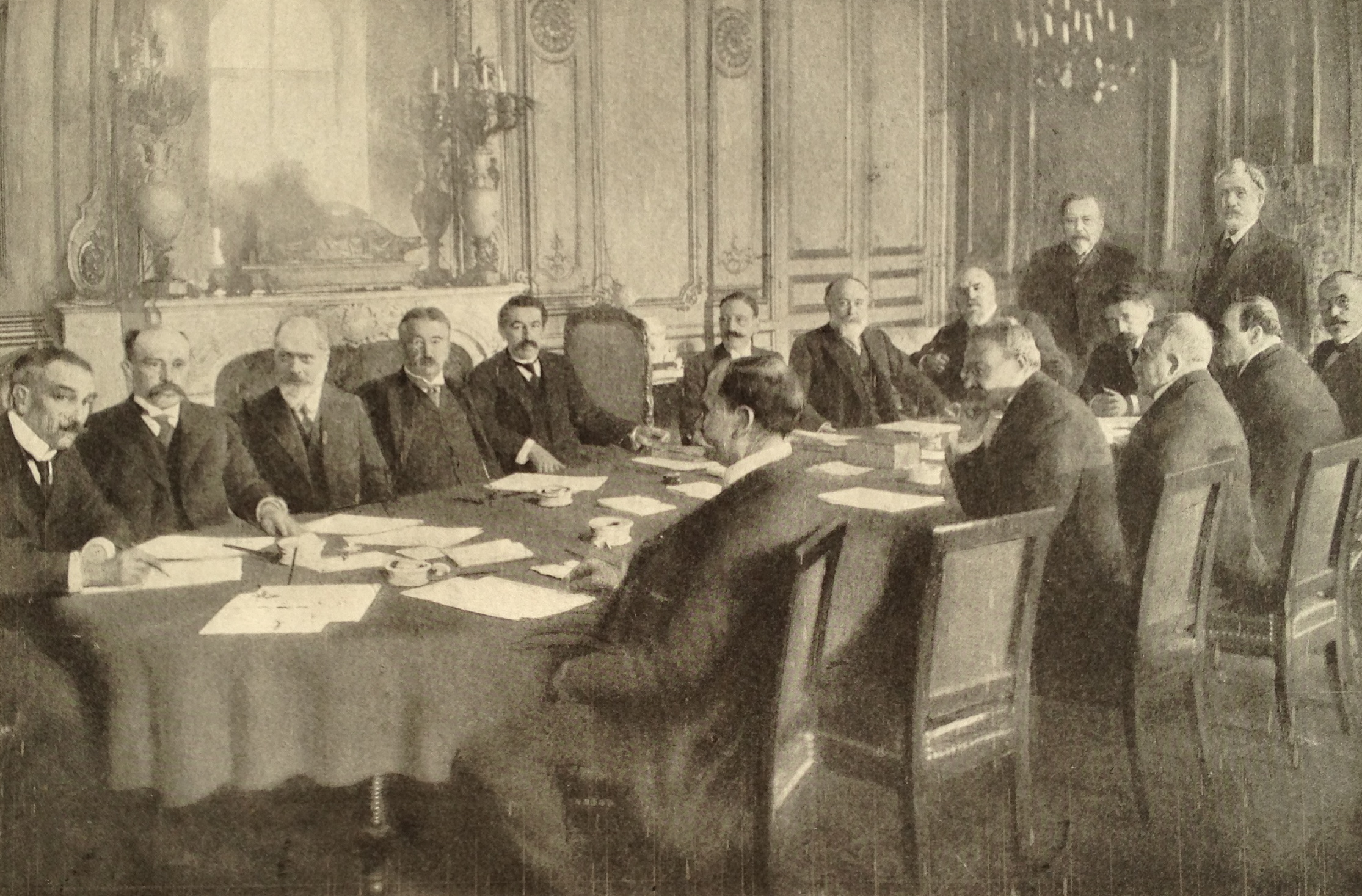
7. November 1910, Staatssekretär Joseph Noulens (2. v.l.) im Kabinett Briand

## Ämter und Wirken
Der Jurist Joseph Noulens repräsentierte das Département Gers 1902–1919 als Abgeordneter und 1920–1924 als Senator. Im Winter auf das Jahr 1911 war er in der Regierung von Aristide Briand Staatssekretär im Kriegsministerium. In den Jahren 1913 bis 1920 war Noulens als Minister – jeweils für ein paar Monate – in drei Regierungen tätig. Als Vertreter der  linksbürgerlichen Parti radical war er im ersten Halbjahr 1914 Kriegsminister im Kabinett Doumergue I, im Sommer 1914 Finanzminister im Kabinett Viviani und im zweiten Halbjahr 1919 Minister für Landwirtschaft und Ernährung im Kabinett Clemenceau II.
Nach der Februarrevolution 1917 wurde Joseph Noulens im Mai in der Nachfolge Maurice Paléologues von Alexandre Ribot als Botschafter Frankreichs nach Petrograd geschickt. Anfang Dezember – also kurz nach der Oktoberrevolution – von Clemenceau ausgesandt – sprach er ein einziges Mal mit Leo Trotzki, einem der damaligen Machthaber Sowjetrusslands. Zu einer Annäherung kam es in der Unterredung nicht. Dieses Entgegenkommen war wohl von beiden Seiten auch nicht gewollt.
1929 wurde er als Ritter der Ehrenlegion ausgezeichnet. Er war mit der Modeschöpferin Jeanne Paquin verheiratet.

## Werke
- Mon ambassade en Russie soviétique, 1917–1919.  Henri Plon, Paris 1933 (2 Bde., französisch)